# Japan Cup 2023
Japan Cup 2023 var den 30. udgave af det japanske cykelløb Japan Cup. Det blev kørt den 15. oktober 2023 med start og mål Utsunomiya i den centrale del af landet. Løbet var sammen med Veneto Classic de sidste løb på UCI ProSeries 2023.
Løbet blev vundet af portugisiske Rui Costa fra Intermarché-Circus-Wanty.

## Resultater
| \| Samlede stilling \| Samlede stilling \| Samlede stilling \| Samlede stilling \| Samlede stilling \| \| Rytter \| Rytter \| Hold \| Tid \| \| \| ---------------- \| ---------------- \| ------------------------ \| ---------------- \| ---------------- \| \| 1. \| Rui Costa \| Intermarché-Circus-Wanty \| 3t 28' 22" \| \| \| 2. \| Felix Engelhardt \| Team Jayco AlUla \| + 0" \| \| \| 3. \| Guillaume Martin \| Cofidis \| + 2" \| \| \| 4. \| Maxim Van Gils \| Lotto Dstny \| + 27" \| \| \| 5. \| Georg Zimmermann \| Intermarché-Circus-Wanty \| + 1' 34" \| \| \| 6. \| Riley Sheehan \| Israel-Premier Tech \| + 1' 34" \| \| \| 7. \| Axel Zingle \| Cofidis \| + 1' 34" \| \| \| 8. \| Lorenzo Rota \| Intermarché-Circus-Wanty \| + 1' 34" \| \| \| 9. \| Michael Valgren \| EF Education-EasyPost \| + 1' 34" \| \| \| 10. \| Julien Bernard \| Lidl-Trek \| + 1' 39" \| \| |                  |                          |            |
| |                  |                          |            |
| Kilde: ProCyclingStats |                  |                          |            |
| Samlede stilling |                  |                          |            |
| Rytter | Rytter           | Hold                     | Tid        |
| 1. | Rui Costa        | Intermarché-Circus-Wanty | 3t 28' 22" |
| 2. | Felix Engelhardt | Team Jayco AlUla         | + 0"       |
| 3. | Guillaume Martin | Cofidis                  | + 2"       |
| 4. | Maxim Van Gils   | Lotto Dstny              | + 27"      |
| 5. | Georg Zimmermann | Intermarché-Circus-Wanty | + 1' 34"   |
| 6. | Riley Sheehan    | Israel-Premier Tech      | + 1' 34"   |
| 7. | Axel Zingle      | Cofidis                  | + 1' 34"   |
| 8. | Lorenzo Rota     | Intermarché-Circus-Wanty | + 1' 34"   |
| 9. | Michael Valgren  | EF Education-EasyPost    | + 1' 34"   |
| 10. | Julien Bernard   | Lidl-Trek                | + 1' 39"   |

## Hold og ryttere
| UCI WorldTeams (7)- Bahrain Victorious - Cofidis - EF Education-EasyPost - Intermarché-Circus-Wanty - Lidl-Trek - Soudal Quick-Step - Team Jayco AlUla UCI ProTeams (3)- Israel-Premier Tech - Lotto Dstny - Team Novo Nordisk UCI Kontinentalhold (8)- Aisan Racing Team - JCL Team Ukyo - Kinan Racing Team - Levante Fuji Shizuoka - Ljubljana Gusto Santic - Matrix Powertag - Utsunomiya Blitzen - Victoire Hiroshima Landshold- Japan |
| |

### Danske ryttere
| Danske ryttere på startlisten |                 |                       |           |
| Rygnummer                     | Rytter          | Hold                  | Placering |
| 6                             | Michael Valgren | EF Education-EasyPost | 9         |
| 154                           | Daniel Guld     | Levante Fuji Shizuoka | DNF       |

* DNF = gennemførte ikke

### Startliste
| EF Education-EasyPost EFE | EF Education-EasyPost EFE  | EF Education-EasyPost EFE |
| ------------------------- | -------------------------- | ------------------------- |
| Nr.                       | Rytter                     | Placering                 |
| 1                         | Andrea Piccolo (ITA)       | DNF                       |
| 2                         | Simon Carr (GBR)           | DNF                       |
| 3                         | Sean Quinn (USA)           | 45.                       |
| 4                         | Odd Christian Eiking (NOR) | 12.                       |
| 5                         | James Shaw (GBR)           | 46.                       |
| 6                         | Michael Valgren (DEN)      | 9.                        |

| Bahrain Victorious TBV | Bahrain Victorious TBV    | Bahrain Victorious TBV |
| ---------------------- | ------------------------- | ---------------------- |
| Nr.                    | Rytter                    | Placering              |
| 11                     | Yukiya Arashiro (JPN)     | 47.                    |
| 12                     | Nicolò Buratti (ITA)      | DNF                    |
| 13                     | Hermann Pernsteiner (AUT) | 16.                    |
| 14                     | Sergio Tu (TPE)           | DNF                    |
| 15                     | Edoardo Zambanini (ITA)   | 17.                    |

| Cofidis COF | Cofidis COF               | Cofidis COF |
| ----------- | ------------------------- | ----------- |
| Nr.         | Rytter                    | Placering   |
| 21          | Guillaume Martin (FRA)    | 3.          |
| 22          | Alexandre Delettre (FRA)  | 37.         |
| 23          | Axel Zingle (FRA)         | 7.          |
| 24          | François Bidard (FRA)     | DNF         |
| 25          | Pierre-Luc Périchon (FRA) | DNF         |
| 26          | Hugo Toumire (FRA)        | 33.         |

| Intermarché-Circus-Wanty ICW | Intermarché-Circus-Wanty ICW | Intermarché-Circus-Wanty ICW |
| ---------------------------- | ---------------------------- | ---------------------------- |
| Nr.                          | Rytter                       | Placering                    |
| 31                           | Simone Petilli (ITA)         | 35.                          |
| 32                           | Lorenzo Rota (ITA)           | 8.                           |
| 33                           | Rein Taaramäe (EST)          | DNF                          |
| 34                           | Rui Costa (POR)              | 1.                           |
| 35                           | Georg Zimmermann (GER)       | 5.                           |
| 36                           | Francesco Busatto (ITA)      | 21.                          |

| Lidl-Trek LTK | Lidl-Trek LTK          | Lidl-Trek LTK |
| ------------- | ---------------------- | ------------- |
| Nr.           | Rytter                 | Placering     |
| 41            | Giulio Ciccone (ITA)   | DNS           |
| 42            | Julien Bernard (FRA)   | 10.           |
| 44            | Juan Pedro López (ESP) | DNF           |
| 45            | Bauke Mollema (NED)    | 13.           |
| 46            | Edward Theuns (BEL)    | DNF           |

| Soudal Quick-Step SOQ | Soudal Quick-Step SOQ    | Soudal Quick-Step SOQ |
| --------------------- | ------------------------ | --------------------- |
| Nr.                   | Rytter                   | Placering             |
| 51                    | Julian Alaphilippe (FRA) | 38.                   |
| 52                    | James Knox (GBR)         | DNF                   |
| 53                    | Fausto Masnada (ITA)     | 14.                   |
| 54                    | Pieter Serry (BEL)       | 18.                   |
| 55                    | Stan Van Tricht (BEL)    | 20.                   |
| 56                    | Ilan Van Wilder (BEL)    | DNF                   |

| Team Jayco AlUla JAY | Team Jayco AlUla JAY   | Team Jayco AlUla JAY |
| -------------------- | ---------------------- | -------------------- |
| Nr.                  | Rytter                 | Placering            |
| 61                   | Eddie Dunbar (IRL)     | DNF                  |
| 62                   | Felix Engelhardt (GER) | 2.                   |
| 63                   | Jan Maas (NED)         | 24.                  |
| 64                   | Hamish McKenzie (AUS)  | DNF                  |
| 65                   | Lucas Hamilton (AUS)   | 11.                  |
| 66                   | Kevin Colleoni (ITA)   | DNF                  |

| Israel-Premier Tech IPT | Israel-Premier Tech IPT | Israel-Premier Tech IPT |
| ----------------------- | ----------------------- | ----------------------- |
| Nr.                     | Rytter                  | Placering               |
| 71                      | Chris Froome (GBR)      | DNF                     |
| 72                      | Nadav Raisberg (ISR)    | 36.                     |
| 73                      | Ben Hermans (BEL)       | DNF                     |
| 74                      | Jonatan Abudraham (ISR) | 31.                     |
| 75                      | Riley Sheehan (USA)     | 6.                      |
| 76                      | Brady Gilmore (AUS)     | DNF                     |

| Lotto Dstny LTD | Lotto Dstny LTD         | Lotto Dstny LTD |
| --------------- | ----------------------- | --------------- |
| Nr.             | Rytter                  | Placering       |
| 82              | Pascal Eenkhoorn (NED)  | 22.             |
| 83              | Eduardo Sepúlveda (ARG) | 19.             |
| 84              | Maxim Van Gils (BEL)    | 4.              |
| 85              | Milan Paulus (BEL)      | DNF             |
| 86              | Ramses Debruyne (BEL)   | 23.             |

| Team Novo Nordisk TNN | Team Novo Nordisk TNN   | Team Novo Nordisk TNN |
| --------------------- | ----------------------- | --------------------- |
| Nr.                   | Rytter                  | Placering             |
| 91                    | Hamish Beadle (NZL)     | 26.                   |
| 92                    | Sam Brand (GBR)         | DNF                   |
| 93                    | Quinten De Graeve (BEL) | DNF                   |
| 94                    | Declan Irvine (AUS)     | DNF                   |
| 95                    | Péter Kusztor (HUN)     | DNF                   |
| 96                    | David Lozano (ESP)      | 29.                   |

| Ljubljana Gusto Santic LGS | Ljubljana Gusto Santic LGS      | Ljubljana Gusto Santic LGS |
| -------------------------- | ------------------------------- | -------------------------- |
| Nr.                        | Rytter                          | Placering                  |
| 101                        | Natan Gregorčič (SLO)           | DNF                        |
| 102                        | Dylan Hopkins (AUS)             | 27.                        |
| 103                        | Viktor Potočki (CRO) (landevej) | DNF                        |
| 104                        | Andrew Sampson (AUS)            | DNF                        |
| 105                        | Anže Skok (SLO)                 | DNS                        |
| 106                        | Jernej Hribar (SLO)             | DNF                        |

| JCLTeam Ukyo JCL | JCLTeam Ukyo JCL       | JCLTeam Ukyo JCL |
| ---------------- | ---------------------- | ---------------- |
| Nr.              | Rytter                 | Placering        |
| 112              | Nariyuki Masuda (JPN)  | 43.              |
| 113              | Benjamín Prades (ESP)  | DNF              |
| 114              | Nathan Earle (AUS)     | DNF              |
| 115              | Yūma Koishi (JPN)      | 34.              |
| 116              | Atsushi Oka (JPN)      | DNF              |
| 119              | Manabu Ishibashi (JPN) | DNF              |

| Kinan Racing Team KIN | Kinan Racing Team KIN | Kinan Racing Team KIN |
| --------------------- | --------------------- | --------------------- |
| Nr.                   | Rytter                | Placering             |
| 121                   | Yusuke Hatanaka (JPN) | DNF                   |
| 122                   | Drew Morey (AUS)      | DNS                   |
| 123                   | Ryan Cavanagh (AUS)   | 48.                   |
| 124                   | Yudai Arashiro (JPN)  | DNF                   |
| 126                   | Yugi Tsuda (JPN)      | DNF                   |

| Matrix Powertag MTR | Matrix Powertag MTR               | Matrix Powertag MTR |
| ------------------- | --------------------------------- | ------------------- |
| Nr.                 | Rytter                            | Placering           |
| 131                 | Francisco Mancebo (ESP)           | 30.                 |
| 132                 | José Toribio Alcolea (ESP)        | 32.                 |
| 133                 | Geórgios Boúglas (GRE) (landevej) | DNF                 |
| 135                 | Daiki Yasuhara (JPN)              | DNF                 |
| 136                 | Marino Kobayashi (JPN)            | DNF                 |

| Victoire Hiroshima VCH | Victoire Hiroshima VCH | Victoire Hiroshima VCH |
| ---------------------- | ---------------------- | ---------------------- |
| Nr.                    | Rytter                 | Placering              |
| 141                    | Keisuke Aso (JPN)      | DNF                    |
| 142                    | Benjamin Dyball (AUS)  | 44.                    |
| 143                    | Carter Bettles (AUS)   | 40.                    |
| 144                    | Leonel Quintero (VEN)  | DNF                    |

| Levante Fuji Shizuoka LVF | Levante Fuji Shizuoka LVF     | Levante Fuji Shizuoka LVF |
| ------------------------- | ----------------------------- | ------------------------- |
| Nr.                       | Rytter                        | Placering                 |
| 151                       | Maral-erdene Batmunkh (MGL)   | DNF                       |
| 152                       | Enkhtaivan Bolor-Erdene (MGL) | DNF                       |
| 154                       | Daniel Guld                   | DNF                       |

| Aisan Racing Team AIS | Aisan Racing Team AIS   | Aisan Racing Team AIS |
| --------------------- | ----------------------- | --------------------- |
| Nr.                   | Rytter                  | Placering             |
| 161                   | Yuzuru Suzuki (JPN)     | DNF                   |
| 162                   | Shotaro Watanabe (JPN)  | DNF                   |
| 163                   | Hayato Okamoto (JPN)    | 15.                   |
| 164                   | Keigo Kusaba (JPN)      | 25.                   |
| 166                   | Masahiro Ishigami (JPN) | 42.                   |

| Utsunomiya Blitzen BLZ | Utsunomiya Blitzen BLZ | Utsunomiya Blitzen BLZ |
| ---------------------- | ---------------------- | ---------------------- |
| Nr.                    | Rytter                 | Placering              |
| 171                    | Takayuki Abe (JPN)     | DNF                    |
| 172                    | Chun Kai Feng (TPE)    | DNF                    |
| 173                    | Takaaki Hori (JPN)     | DNF                    |
| 174                    | Toki Sawada (JPN)      | 39.                    |
| 175                    | Junsei Tani (JPN)      | 28.                    |
| 177                    | Hikaru Kosaka (JPN)    | DNF                    |

| Japan JPN | Japan JPN     | Japan JPN |
| --------- | ------------- | --------- |
| Nr.       | Rytter        | Placering |
| 181       | Shoi Matsuda  | DNF       |
| 182       | Yusuke Kadota | DNF       |
| 183       | Yuhi Todome   | DNS       |
| 184       | Jo Hashikawa  | DNF       |
| 185       | Hijiri Oda    | 41.       |

| EF Education-EasyPost EFE | EF Education-EasyPost EFE  | EF Education-EasyPost EFE |
| ------------------------- | -------------------------- | ------------------------- |
| Nr.                       | Rytter                     | Placering                 |
| 1                         | Andrea Piccolo (ITA)       | DNF                       |
| 2                         | Simon Carr (GBR)           | DNF                       |
| 3                         | Sean Quinn (USA)           | 45.                       |
| 4                         | Odd Christian Eiking (NOR) | 12.                       |
| 5                         | James Shaw (GBR)           | 46.                       |
| 6                         | Michael Valgren (DEN)      | 9.                        |

| Bahrain Victorious TBV | Bahrain Victorious TBV    | Bahrain Victorious TBV |
| ---------------------- | ------------------------- | ---------------------- |
| Nr.                    | Rytter                    | Placering              |
| 11                     | Yukiya Arashiro (JPN)     | 47.                    |
| 12                     | Nicolò Buratti (ITA)      | DNF                    |
| 13                     | Hermann Pernsteiner (AUT) | 16.                    |
| 14                     | Sergio Tu (TPE)           | DNF                    |
| 15                     | Edoardo Zambanini (ITA)   | 17.                    |

| Cofidis COF | Cofidis COF               | Cofidis COF |
| ----------- | ------------------------- | ----------- |
| Nr.         | Rytter                    | Placering   |
| 21          | Guillaume Martin (FRA)    | 3.          |
| 22          | Alexandre Delettre (FRA)  | 37.         |
| 23          | Axel Zingle (FRA)         | 7.          |
| 24          | François Bidard (FRA)     | DNF         |
| 25          | Pierre-Luc Périchon (FRA) | DNF         |
| 26          | Hugo Toumire (FRA)        | 33.         |

| Intermarché-Circus-Wanty ICW | Intermarché-Circus-Wanty ICW | Intermarché-Circus-Wanty ICW |
| ---------------------------- | ---------------------------- | ---------------------------- |
| Nr.                          | Rytter                       | Placering                    |
| 31                           | Simone Petilli (ITA)         | 35.                          |
| 32                           | Lorenzo Rota (ITA)           | 8.                           |
| 33                           | Rein Taaramäe (EST)          | DNF                          |
| 34                           | Rui Costa (POR)              | 1.                           |
| 35                           | Georg Zimmermann (GER)       | 5.                           |
| 36                           | Francesco Busatto (ITA)      | 21.                          |

| Lidl-Trek LTK | Lidl-Trek LTK          | Lidl-Trek LTK |
| ------------- | ---------------------- | ------------- |
| Nr.           | Rytter                 | Placering     |
| 41            | Giulio Ciccone (ITA)   | DNS           |
| 42            | Julien Bernard (FRA)   | 10.           |
| 44            | Juan Pedro López (ESP) | DNF           |
| 45            | Bauke Mollema (NED)    | 13.           |
| 46            | Edward Theuns (BEL)    | DNF           |

| Soudal Quick-Step SOQ | Soudal Quick-Step SOQ    | Soudal Quick-Step SOQ |
| --------------------- | ------------------------ | --------------------- |
| Nr.                   | Rytter                   | Placering             |
| 51                    | Julian Alaphilippe (FRA) | 38.                   |
| 52                    | James Knox (GBR)         | DNF                   |
| 53                    | Fausto Masnada (ITA)     | 14.                   |
| 54                    | Pieter Serry (BEL)       | 18.                   |
| 55                    | Stan Van Tricht (BEL)    | 20.                   |
| 56                    | Ilan Van Wilder (BEL)    | DNF                   |

| Team Jayco AlUla JAY | Team Jayco AlUla JAY   | Team Jayco AlUla JAY |
| -------------------- | ---------------------- | -------------------- |
| Nr.                  | Rytter                 | Placering            |
| 61                   | Eddie Dunbar (IRL)     | DNF                  |
| 62                   | Felix Engelhardt (GER) | 2.                   |
| 63                   | Jan Maas (NED)         | 24.                  |
| 64                   | Hamish McKenzie (AUS)  | DNF                  |
| 65                   | Lucas Hamilton (AUS)   | 11.                  |
| 66                   | Kevin Colleoni (ITA)   | DNF                  |

| Israel-Premier Tech IPT | Israel-Premier Tech IPT | Israel-Premier Tech IPT |
| ----------------------- | ----------------------- | ----------------------- |
| Nr.                     | Rytter                  | Placering               |
| 71                      | Chris Froome (GBR)      | DNF                     |
| 72                      | Nadav Raisberg (ISR)    | 36.                     |
| 73                      | Ben Hermans (BEL)       | DNF                     |
| 74                      | Jonatan Abudraham (ISR) | 31.                     |
| 75                      | Riley Sheehan (USA)     | 6.                      |
| 76                      | Brady Gilmore (AUS)     | DNF                     |

| Lotto Dstny LTD | Lotto Dstny LTD         | Lotto Dstny LTD |
| --------------- | ----------------------- | --------------- |
| Nr.             | Rytter                  | Placering       |
| 82              | Pascal Eenkhoorn (NED)  | 22.             |
| 83              | Eduardo Sepúlveda (ARG) | 19.             |
| 84              | Maxim Van Gils (BEL)    | 4.              |
| 85              | Milan Paulus (BEL)      | DNF             |
| 86              | Ramses Debruyne (BEL)   | 23.             |

| Team Novo Nordisk TNN | Team Novo Nordisk TNN   | Team Novo Nordisk TNN |
| --------------------- | ----------------------- | --------------------- |
| Nr.                   | Rytter                  | Placering             |
| 91                    | Hamish Beadle (NZL)     | 26.                   |
| 92                    | Sam Brand (GBR)         | DNF                   |
| 93                    | Quinten De Graeve (BEL) | DNF                   |
| 94                    | Declan Irvine (AUS)     | DNF                   |
| 95                    | Péter Kusztor (HUN)     | DNF                   |
| 96                    | David Lozano (ESP)      | 29.                   |

| Ljubljana Gusto Santic LGS | Ljubljana Gusto Santic LGS      | Ljubljana Gusto Santic LGS |
| -------------------------- | ------------------------------- | -------------------------- |
| Nr.                        | Rytter                          | Placering                  |
| 101                        | Natan Gregorčič (SLO)           | DNF                        |
| 102                        | Dylan Hopkins (AUS)             | 27.                        |
| 103                        | Viktor Potočki (CRO) (landevej) | DNF                        |
| 104                        | Andrew Sampson (AUS)            | DNF                        |
| 105                        | Anže Skok (SLO)                 | DNS                        |
| 106                        | Jernej Hribar (SLO)             | DNF                        |

| JCLTeam Ukyo JCL | JCLTeam Ukyo JCL       | JCLTeam Ukyo JCL |
| ---------------- | ---------------------- | ---------------- |
| Nr.              | Rytter                 | Placering        |
| 112              | Nariyuki Masuda (JPN)  | 43.              |
| 113              | Benjamín Prades (ESP)  | DNF              |
| 114              | Nathan Earle (AUS)     | DNF              |
| 115              | Yūma Koishi (JPN)      | 34.              |
| 116              | Atsushi Oka (JPN)      | DNF              |
| 119              | Manabu Ishibashi (JPN) | DNF              |

| Kinan Racing Team KIN | Kinan Racing Team KIN | Kinan Racing Team KIN |
| --------------------- | --------------------- | --------------------- |
| Nr.                   | Rytter                | Placering             |
| 121                   | Yusuke Hatanaka (JPN) | DNF                   |
| 122                   | Drew Morey (AUS)      | DNS                   |
| 123                   | Ryan Cavanagh (AUS)   | 48.                   |
| 124                   | Yudai Arashiro (JPN)  | DNF                   |
| 126                   | Yugi Tsuda (JPN)      | DNF                   |

| Matrix Powertag MTR | Matrix Powertag MTR               | Matrix Powertag MTR |
| ------------------- | --------------------------------- | ------------------- |
| Nr.                 | Rytter                            | Placering           |
| 131                 | Francisco Mancebo (ESP)           | 30.                 |
| 132                 | José Toribio Alcolea (ESP)        | 32.                 |
| 133                 | Geórgios Boúglas (GRE) (landevej) | DNF                 |
| 135                 | Daiki Yasuhara (JPN)              | DNF                 |
| 136                 | Marino Kobayashi (JPN)            | DNF                 |

| Victoire Hiroshima VCH | Victoire Hiroshima VCH | Victoire Hiroshima VCH |
| ---------------------- | ---------------------- | ---------------------- |
| Nr.                    | Rytter                 | Placering              |
| 141                    | Keisuke Aso (JPN)      | DNF                    |
| 142                    | Benjamin Dyball (AUS)  | 44.                    |
| 143                    | Carter Bettles (AUS)   | 40.                    |
| 144                    | Leonel Quintero (VEN)  | DNF                    |

| Levante Fuji Shizuoka LVF | Levante Fuji Shizuoka LVF     | Levante Fuji Shizuoka LVF |
| ------------------------- | ----------------------------- | ------------------------- |
| Nr.                       | Rytter                        | Placering                 |
| 151                       | Maral-erdene Batmunkh (MGL)   | DNF                       |
| 152                       | Enkhtaivan Bolor-Erdene (MGL) | DNF                       |
| 154                       | Daniel Guld                   | DNF                       |

| Aisan Racing Team AIS | Aisan Racing Team AIS   | Aisan Racing Team AIS |
| --------------------- | ----------------------- | --------------------- |
| Nr.                   | Rytter                  | Placering             |
| 161                   | Yuzuru Suzuki (JPN)     | DNF                   |
| 162                   | Shotaro Watanabe (JPN)  | DNF                   |
| 163                   | Hayato Okamoto (JPN)    | 15.                   |
| 164                   | Keigo Kusaba (JPN)      | 25.                   |
| 166                   | Masahiro Ishigami (JPN) | 42.                   |

| Utsunomiya Blitzen BLZ | Utsunomiya Blitzen BLZ | Utsunomiya Blitzen BLZ |
| ---------------------- | ---------------------- | ---------------------- |
| Nr.                    | Rytter                 | Placering              |
| 171                    | Takayuki Abe (JPN)     | DNF                    |
| 172                    | Chun Kai Feng (TPE)    | DNF                    |
| 173                    | Takaaki Hori (JPN)     | DNF                    |
| 174                    | Toki Sawada (JPN)      | 39.                    |
| 175                    | Junsei Tani (JPN)      | 28.                    |
| 177                    | Hikaru Kosaka (JPN)    | DNF                    |

| Japan JPN | Japan JPN     | Japan JPN |
| --------- | ------------- | --------- |
| Nr.       | Rytter        | Placering |
| 181       | Shoi Matsuda  | DNF       |
| 182       | Yusuke Kadota | DNF       |
| 183       | Yuhi Todome   | DNS       |
| 184       | Jo Hashikawa  | DNF       |
| 185       | Hijiri Oda    | 41.       |